# 手原站

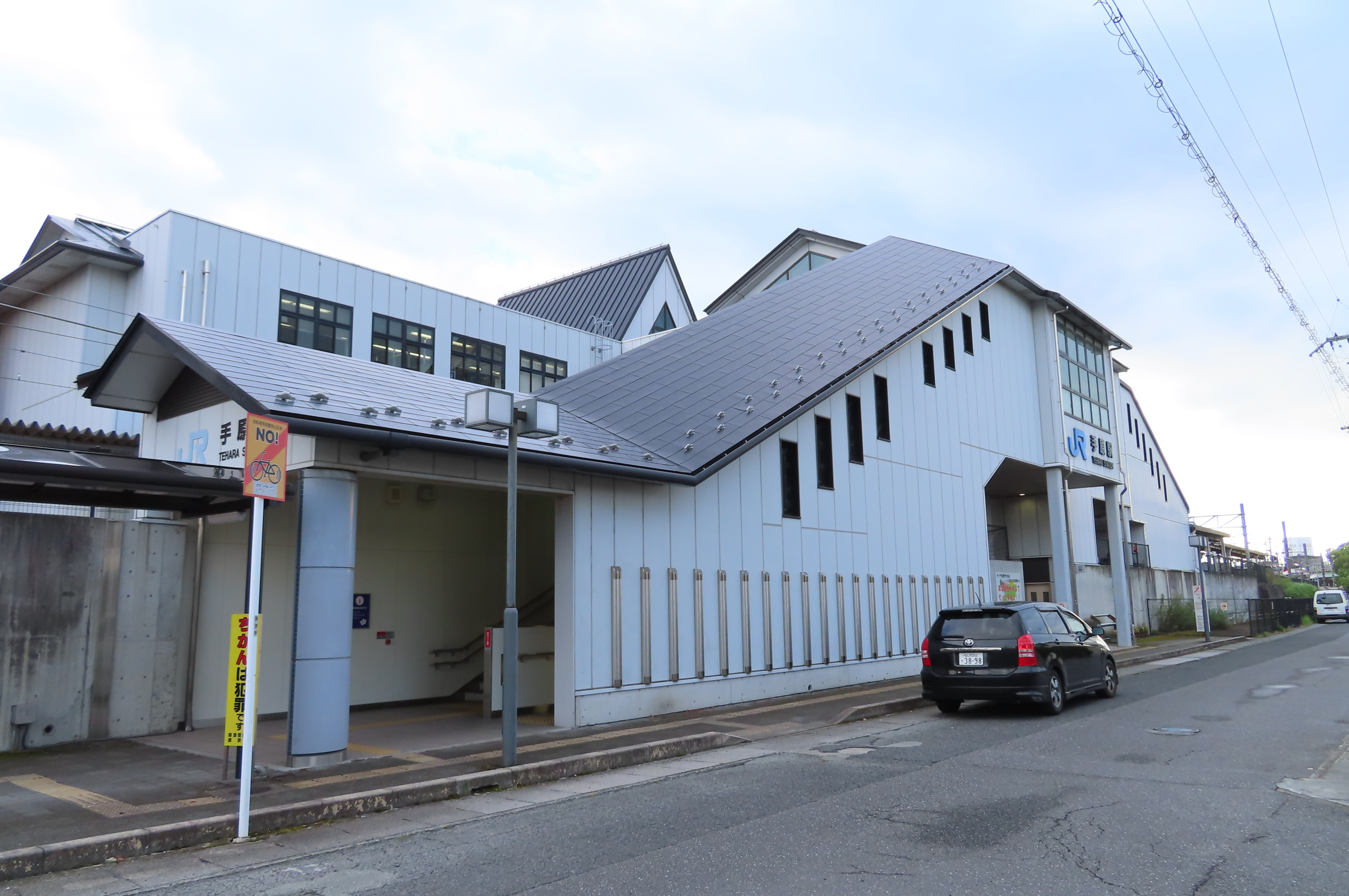
北口(2020年8月)

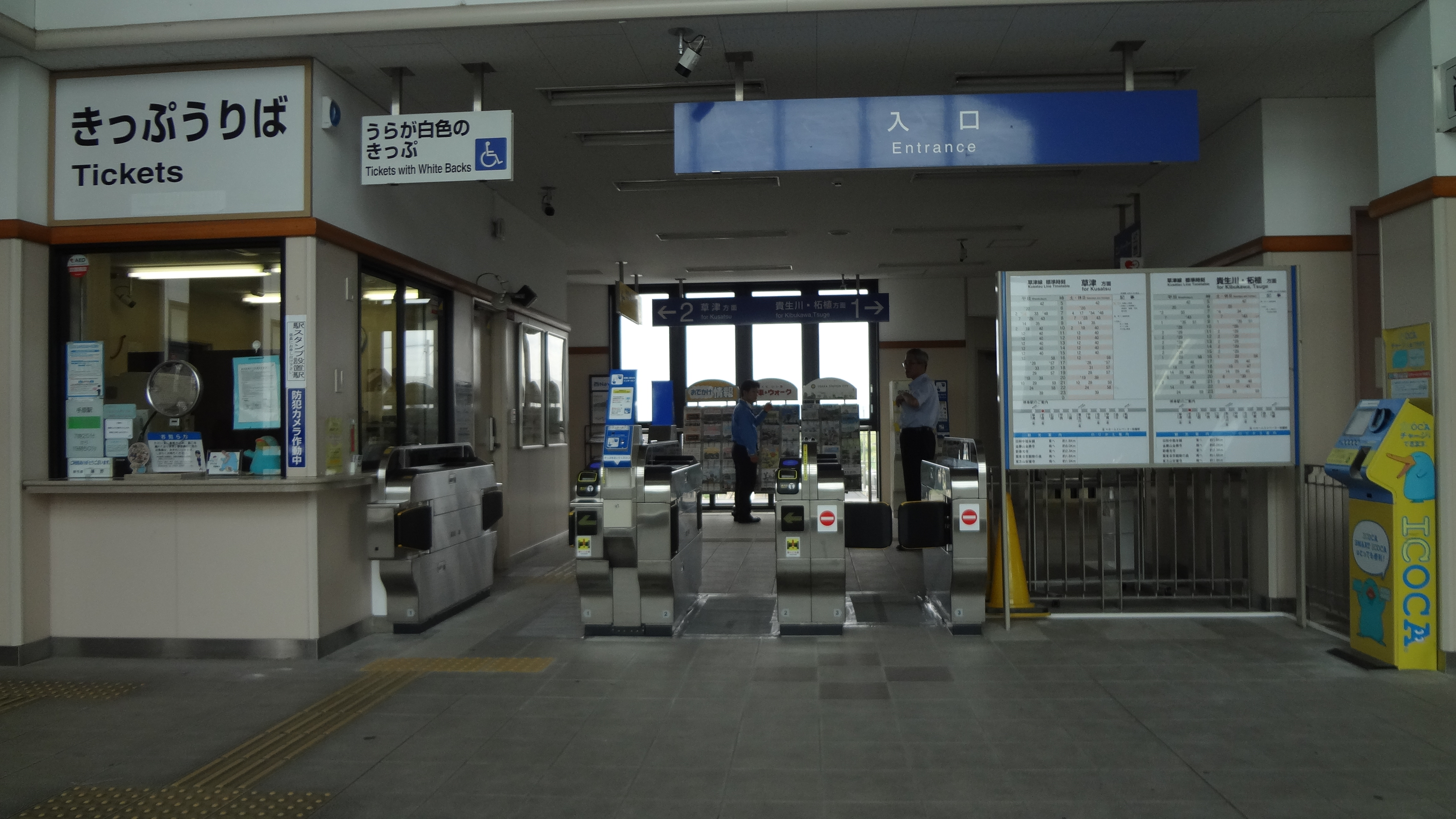
檢票口（翻新閘口後）

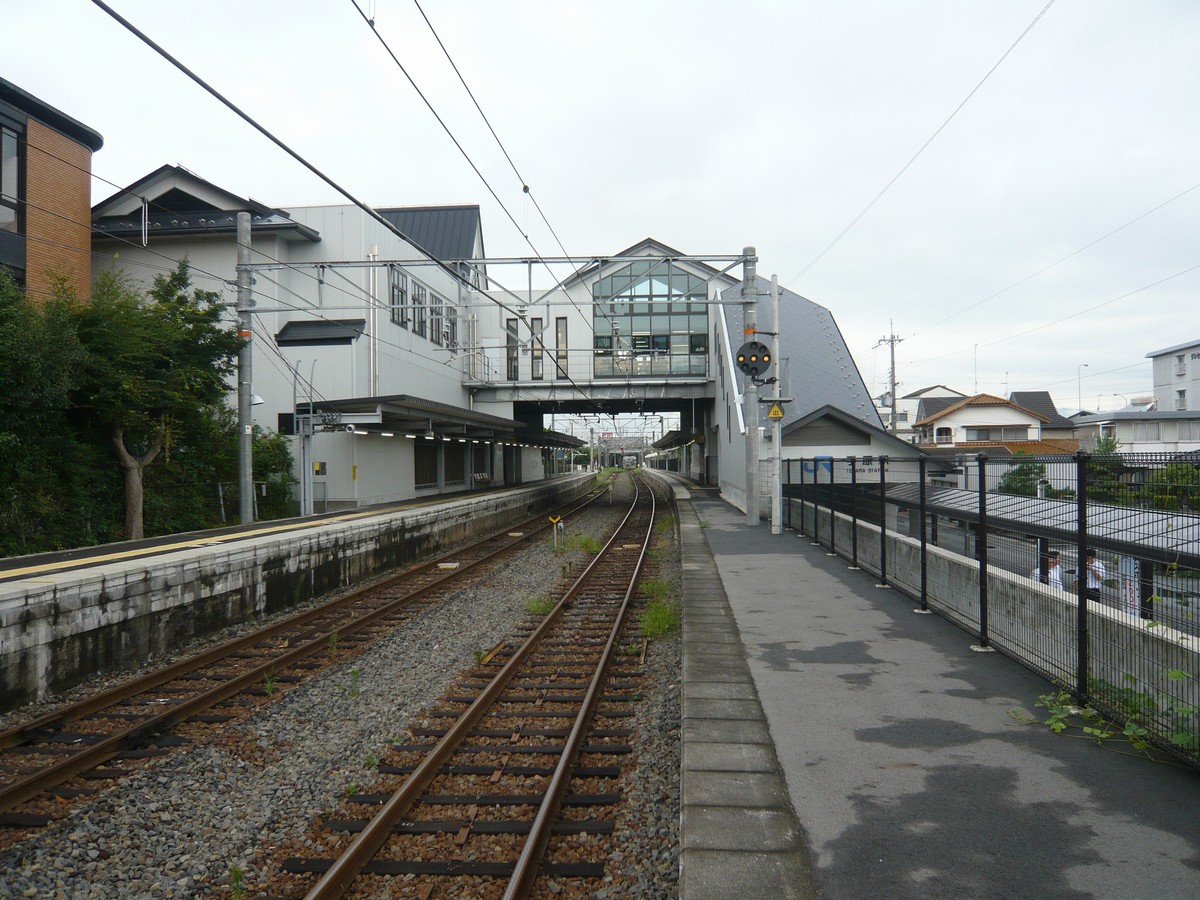
從貴生川一方望向車站

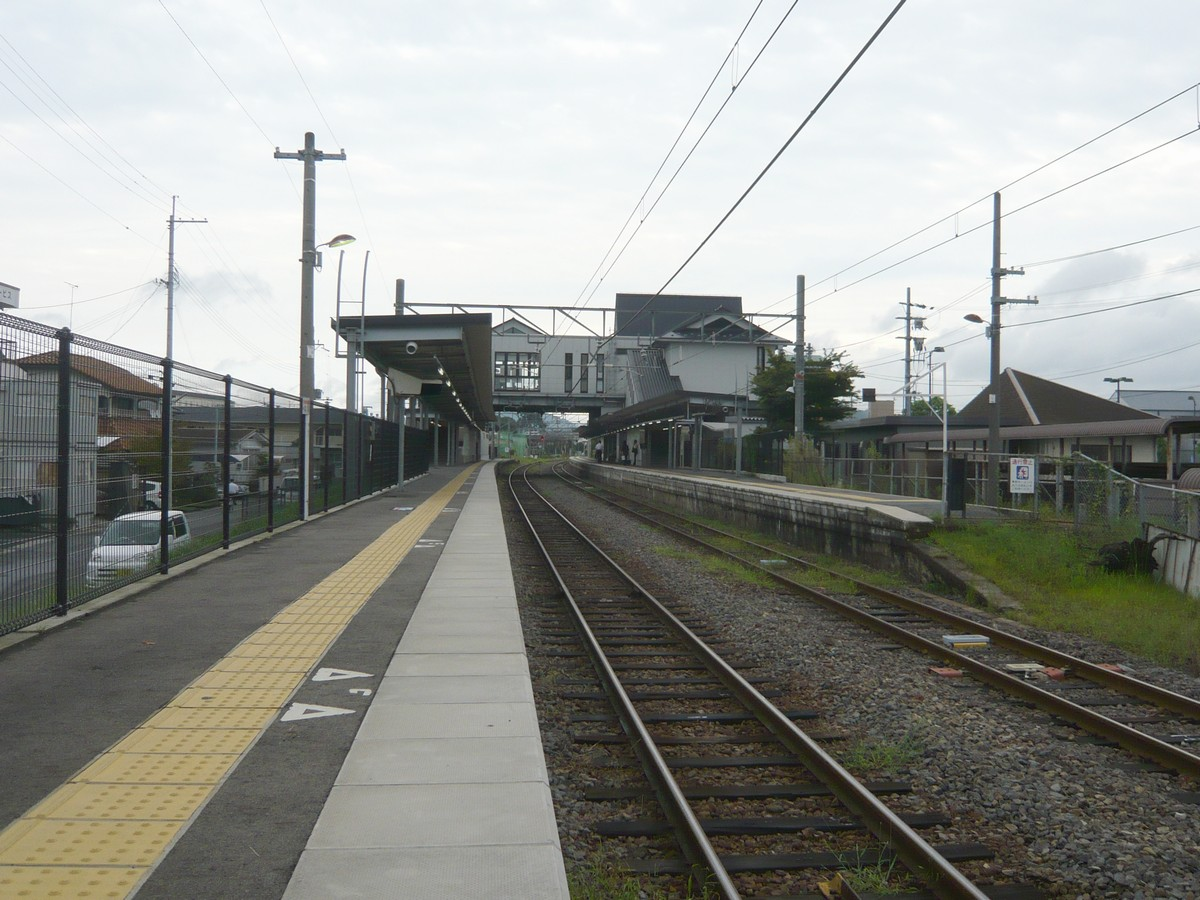
從草津一方望向車站

手原站（日语：／ Tehara eki */?）是位於滋賀縣栗東市手原三丁目，西日本旅客鐵道（JR西日本）草津線的車站。

## 歷史
- 1922年（大正11年）11月5日 - 日本國有鐵道草津線石部站至草津站之間開設此站。
- 1987年（昭和62年）4月1日 - 伴隨國鐵分割民營化，車站由西日本旅客鐵道（JR西日本）營運。
- 2003年（平成15年）11月1日 - 此站開始可以使用IC卡「ICOCA」。
- 2004年（平成16年）11月13日 - 現時的跨站式站房進行翻新。月台提高高度的工程完成。

## 車站構造
車站是一座地面車站，設有2面2線的相對式月台。車站大樓是一座三角形屋頂的跨站式站房。在建設跨站式站房之際，兩座月台上設有升降機。當中，草津方向月台的升降機與閘外共用。
此站是由草津站管理的業務委託車站，委托JR西日本交通服務負責車站業務。站內設有櫃臺，早上和深夜沒有人當值。此站可使用ICOCA乘車（與其互相使用的IC卡）。

### 月台
| 月台 | 路線   | 上下行 | 方向             |
| ---- | ------ | ------ | ---------------- |
| 1    | 草津線 | 上行   | 貴生川、柘植方向 |
| 2    | 草津線 | 下行   | 草津、京都方向   |

## 使用狀況
以下為近年一日平均乘車人次列表：
| 年度   | 一日平均 乘車人次 | 參考資料 |
| ------ | ----------------- | -------- |
| 1992年 | 1,853             | [ 1 ]    |
| 1993年 | 1,965             | [ 2 ]    |
| 1994年 | 2,058             | [ 3 ]    |
| 1995年 | 2,149             | [ 4 ]    |
| 1996年 | 2,177             | [ 5 ]    |
| 1997年 | 2,193             | [ 6 ]    |
| 1998年 | 2,219             | [ 7 ]    |
| 1999年 | 2,245             | [ 8 ]    |
| 2000年 | 2,238             | [ 9 ]    |
| 2001年 | 2,257             | [ 10 ]   |
| 2002年 | 2,196             | [ 11 ]   |
| 2003年 | 2,218             | [ 12 ]   |
| 2004年 | 2,266             | [ 13 ]   |
| 2005年 | 2,337             | [ 14 ]   |
| 2006年 | 2,416             | [ 15 ]   |
| 2007年 | 2,504             | [ 16 ]   |
| 2008年 | 2,571             | [ 17 ]   |
| 2009年 | 2,499             | [ 18 ]   |
| 2010年 | 2,629             | [ 19 ]   |
| 2011年 | 2,817             | [ 20 ]   |
| 2012年 | 2,943             | [ 21 ]   |
| 2013年 | 3,023             | [ 22 ]   |
| 2014年 | 2,947             | [ 23 ]   |
| 2015年 | 3,016             | [ 24 ]   |
| 2016年 | 3,062             | [ 25 ]   |
| 2017年 | 3,046             | [ 26 ]   |
| 2018年 | 3,058             | [ 27 ]   |
| 2019年 | 3,069             | [ 28 ]   |

## 車站周邊
- 栗東市政廳
- 舊和中散本鋪（日语：旧和中散本舗） - 車站東邊1.5公里
- 栗東郵局（日语：栗東郵便局）
- 滋賀縣立栗東高等學校（日语：滋賀県立栗東高等学校）
- 滋賀縣立國際情報高等學校（日语：滋賀県立国際情報高等学校）
- FriendMart栗東店
- 國道1號
- 國道8號
- 栗東交匯處（日语：栗東インターチェンジ）（名神高速道路）
- 舊東海道
- AERA HOME（日语：アエラホーム） 栗東店
- 日本鋰能（日语：リチウムエナジージャパン） 總部、栗東第一工場（栗東第二工場建設中）
- 稻荷公園 - 曾經設草津線上使用的D51型蒸汽機車在該處靜態保存。

## 巴士路線
| 乘車處                          | 乘車處                | 系統                                                       | 主要途經                                         | 目的地         | 巴士公司             | 備註                 |
| ------------------------------- | --------------------- | ---------------------------------------------------------- | ------------------------------------------------ | -------------- | -------------------- | -------------------- |
| 手原站                          |                       | 16                                                         | 濟生會醫院、下鈎                                 | 栗東站東出口   | 帝產湖南交通         | 只於平日行走         |
| 手原站                          | 16                    | 東寶Land、北之山、琵琶湖鄉村倶樂部、中村、TranCen西住宅    | 社區中心金勝                                     | 帝產湖南交通   | 只於平日行走         |                      |
| 手原站                          |                       | 草津站、手原線                                             | 栗東工業團地前、栗東站東出口、湖南平團地、小柿口 | 草津站         | 栗醬巴士             | 星期六及假日暫停服務 |
| 手原站                          | 葉山循環線 治田循環線 |                                                            | 濟生會醫院前                                     | 栗醬巴士       | 星期六及假日暫停服務 |                      |
| 手原站                          | 葉山循環線            | 葉山東小學前、今土公民館前、社區中心葉山                   | 濟生會醫院前                                     | 栗醬巴士       | 星期六及假日暫停服務 |                      |
| 手原站                          | 草津站、手原線        | 市政廳前                                                   | Nagoyaka中心                                     | 栗醬巴士       | 星期六及假日暫停服務 |                      |
| 手原站                          | 治田循環線            | 市政廳前、Nagoyaka中心、自由山下戶山、栗東運動公園、手原站 | 濟生會醫院前                                     | 栗醬巴士       | 星期六及假日暫停服務 |                      |
| 手原站                          | 治田循環線            | 市政廳前、栗東運動公園、自由山下戶山、Nagoyaka中心、手原站 | 濟生會醫院前                                     | 栗醬巴士       | 星期六及假日暫停服務 |                      |
| 手原站口 （※從手原站步行6分鐘） |                       | 草津伊勢落線                                               | 濟生會醫院、治田、上鈎、小柿                     | 草津站         | 滋賀交通             | 日間行走             |
| 手原站口 （※從手原站步行6分鐘） | 治田、上鈎、小柿      | 草津伊勢落線                                               | 草津站                                           | 早上和黃昏行走 | 滋賀交通             |                      |
| 手原站口 （※從手原站步行6分鐘） |                       | 草津伊勢落線                                               | 葉山                                             | 伊勢落         | 滋賀交通             |                      |
| 手原站口 （※從手原站步行6分鐘） | 葉山、伊勢落          | 草津伊勢落線                                               | 石部站                                           | 每日2往返班次  | 滋賀交通             |                      |

## 其他
在此站與鄰站草津站之間會與東海道新幹線相交，在該處曾經計劃建設新幹線的轉乘站，名為南琵琶湖站，車站在計劃階段已經停止。

## 相鄰車站
西日本旅客鐵道
 草津線
石部－手原－草津

## 注腳
1. ↑  平成4年滋賀県統計書[]（日語）
2. ↑  平成5年滋賀県統計書PDF（日語）
3. ↑  平成6年滋賀県統計書PDF（日語）
4. ↑  平成7年滋賀県統計書PDF（日語）
5. ↑  平成8年滋賀県統計書PDF（日語）
6. ↑  平成9年滋賀県統計書[]（日語）
7. ↑  平成10年滋賀県統計書PDF（日語）
8. ↑  平成11年滋賀県統計書PDF（日語）
9. ↑  平成12年滋賀県統計書PDF（日語）
10. ↑  平成13年滋賀県統計書PDF（日語）
11. ↑  平成14年滋賀県統計書PDF（日語）
12. ↑  平成15年滋賀県統計書PDF（日語）
13. ↑  平成16年滋賀県統計書PDF（日語）
14. ↑  平成17年滋賀県統計書PDF（日語）
15. ↑  平成18年滋賀県統計書PDF（日語）
16. ↑  平成19年滋賀県統計書PDF（日語）
17. ↑  平成20年滋賀県統計書PDF（日語）
18. ↑  平成21年滋賀県統計書PDF（日語）
19. ↑  平成22年滋賀県統計書PDF（日語）
20. ↑  平成23年滋賀県統計書PDF（日語）
21. ↑  平成24年滋賀県統計書PDF（日語）
22. ↑  平成25年滋賀県統計書PDF（日語）
23. ↑  平成26年滋賀県統計書PDF（日語）
24. ↑  平成27年滋賀県統計書PDF（日語）
25. ↑  平成28年滋賀県統計書PDF（日語）
26. ↑  平成29年滋賀県統計書PDF（日語）
27. ↑  平成30年滋賀県統計書PDF（日語）
28. ↑  令和元年滋賀県統計書PDF（日語）

## 外部連結
- 手原｜車站資訊：JR出門網 - 西日本旅客鐵道（日語）